# Amaya Seguros (equip ciclista)
L'equip Amaya Seguros (conegut anteriorment com a Zor o BH) va ser un equip ciclista espanyol que competí professionalment entre el 1979 i 1993.

## Principals resultats
- Volta a Catalunya: Faustino Rupérez (1981), Álvaro Pino (1987), Laudelino Cubino (1990)
- Volta de les Tres Províncies: Pere Muñoz (1982)
- Giro del Piemont: Faustino Rupérez (1982)
- Volta a Andalusia: Eduardo Chozas (1983)
- Setmana Catalana: Alberto Fernández Blanco (1983)
- Euskal Bizikleta: Federico Etxabe (1989)
- Volta a Colòmbia: Fabio Parra (1992)

### A les grans voltes
- Volta a Espanya
  - 15 participacions (1979, 1980, 1981, 1982, 1983, 1984, 1985, 1986, 1987, 1988, 1989, 1990, 1991, 1992, 1993)
  - 27 victòries d'etapa:
    - 1 el 1979: Miguel María Lasa
    - 2 el 1980: Faustino Rupérez (2)
    - 4 el 1981: José Luis López Cerrón, Pere Muñoz, Miguel María Lasa, Ángel Arroyo
    - 1 el 1982: Ángel Camarillo
    - 2 el 1983: Juan Fernández Martín, Alberto Fernández Blanco
    - 3 el 1985: Ángel Camarillo, José Francisco Rodríguez (2)
    - 1 el 1986: Álvaro Pino
    - 2 el 1987: Laudelino Cubino, José Francisco Rodríguez
    - 2 el 1988: Álvaro Pino (2)
    - 1 el 1989: Álvaro Pino
    - 1 el 1990: Patrice Esnault
    - 3 el 1991: Fabio Parra, Laudelino Cubino, Jesús Montoya
    - 1 el 1992: Laudelino Cubino
    - 3 el 1993: Melcior Mauri, Jesús Montoya, Oliverio Rincón

  - 2 classificacions finals:
    - 1980: Faustino Rupérez
    - 1986: Álvaro Pino

  - 10 classificació secundàries:
    - Gran Premi de la muntanya: Juan Fernández Martín (1980), Álvaro Pino (1988)
    - Classificació de la combinada: Jesús Montoya (1993)
    - Classificació per equips (1981, 1983, 1985, 1986, 1988, 1992, 1993)

- Tour de França
  - 8 participacions (1985, 1986, 1987, 1988, 1989, 1991, 1992, 1993)
  - 6 victòries d'etapa:
    - 2 el 1987: Manuel Jorge Domínguez, Federico Etxabe
    - 1 el 1988: Laudelino Cubino
    - 1 el 1989: Joël Pelier
    - 1 el 1992: Javier Murguialday
    - 1 el 1993: Oliverio Rincón

  - 1 classificació secundàries:
    - Classificació dels joves: Antonio Martín Velasco (1993)

- Giro d'Itàlia
  - 6 participacions (1980, 1981, 1982, 1983, 1984, 1985)
  - 5 victòries d'etapa:
    - 1 el 1980: Juan Fernández
    - 1 el 1981: Miguel María Lasa
    - 3 el 1983: Eduardo Chozas, Alberto Fernández Blanco (2)